# Северное наречие русского языка

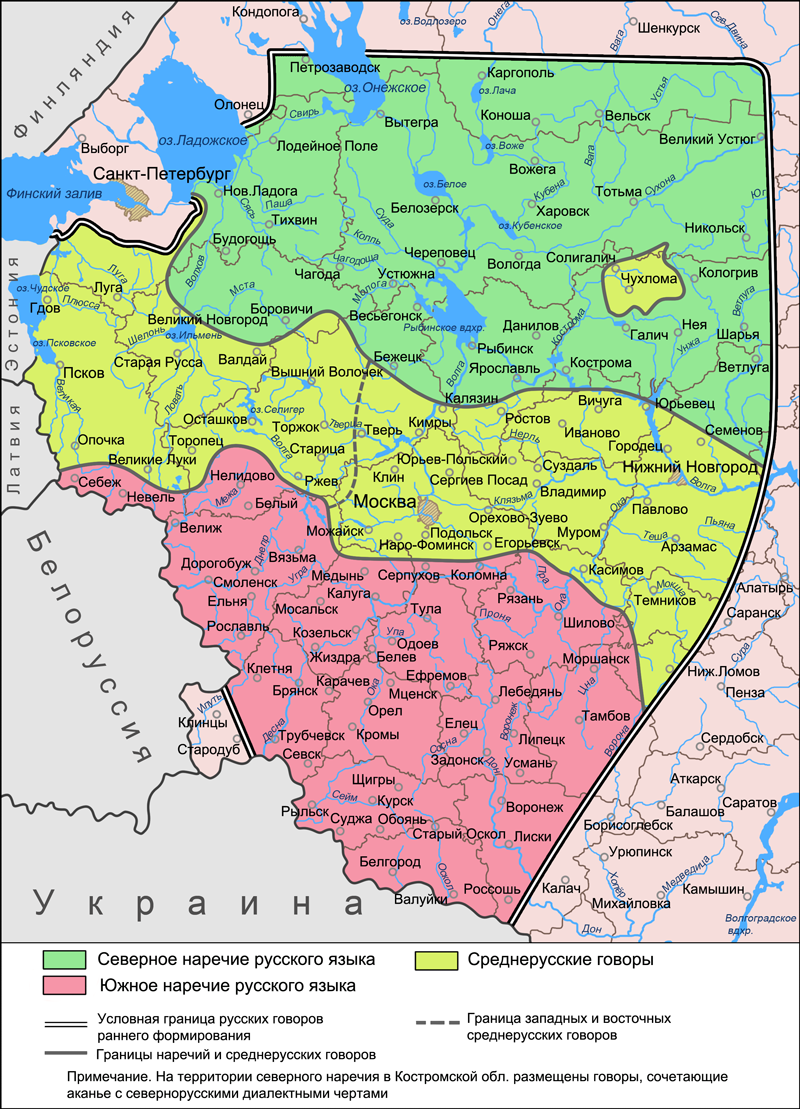
Область распространения говоров севернорусского наречия на карте наречий русского языка на территории их первичного формирования

Се́верное наре́чие ру́сского языка́ (северорусское, севернорусское, северновеликорусское наречие) — одна из двух основных диалектных групп, размещённых на территории распространения русского языка. Северное наречие локализуется в северной части территории распространения русских говоров раннего формирования (в пределах центральных областей Европейской части России). Противопоставлено южному наречию, с которым их разделяет полоса переходных среднерусских говоров.
Говоры северного наречия сформировались в результате сложных и длительных процессов, начавшихся с XII—XIII веков и завершившихся к XVII—XVIII векам. Земли, на которых сложилось современное севернорусское наречие, осваивались носителями древнерусских новгородского и ростово-суздальского диалектов, в результате междиалектных контактов образовалась основа северного наречия русского языка. Дальнейшее относительно обособленное развитие говоров Русского Севера привело к формированию отдельного диалектного объединения и ко всё большему отрыву от генетически связанных с ним новгородских и ростово-суздальских диалектов.
Языковой комплекс северного наречия включает языковые черты, связанные со всеми уровнями языка, включая такие черты, как полное оканье, смычное образование звонкой задненёбной фонемы /г/, окончания 3-го лица единственного и множественного числа глаголов с твёрдым [т] и т. д. Часть севернорусских черт широко распространена в среднерусских говорах, благодаря чему вошла в характеристику русского литературного языка.
В состав северного наречия согласно диалектологической карте русского языка 1964 года включают Ладого-Тихвинскую группу говоров (в западной части севернорусского ареала), Вологодскую и Костромскую группы говоров (в восточной части севернорусского ареала), а также межзональные говоры, сочетающие в себе как западные, так и восточные севернорусские черты — лачские говоры, белозерско-бежецкие говоры и говоры Онежской группы. Также в состав северного наречия включается Архангельская (Поморская) группа говоров, размещённая на территории распространения говоров позднего формирования и не включённая в классификацию русских диалектов 1964 года, впервые как самостоятельная диалектная единица данная группа отмечается в издании «Русской диалектологии» 2005 года. Севернорусские говоры раннего формирования являются материнскими для большого числа говоров позднего формирования, в частности, для сибирских старожильческих говоров. Носителями говоров севернорусского наречия являются прежде всего жители сельской местности, большинство из них владеет полудиалектной речью или говорит на литературном языке с рудиментами диалектизмов.
Распространение на восточной части территории северного наречия языковых черт северо-восточной диалектной зоны связывает севернорусские говоры с восточными среднерусскими; распространение на западной части черт западной и северо-западной диалектных зон связывает севернорусские говоры с западными среднерусскими и отчасти с западными южнорусскими.

## О названии
В одном из самых ранних вариантов диалектного членения русского языка, предложенном М. В. Ломоносовым в работе «Российская грамматика», севернорусское наречие упоминается под названием поморский диалект, под которым, вероятнее всего, понимаются не только собственно поморские говоры, но и все окающие говоры Русского Севера. В диалектологических исследованиях XIX века севернорусское наречие упоминается как окающее или северное, в частности, в очерке наречий русского языка В. И. Даля («О наречиях русского языка», 1852) отмечаются окающие наречия — северное и восточное, но чаще всего встречается название северновеликорусское, которое и закрепляется в русской диалектологии конца XIX — начала XX веков. Данное название было связано с тем, что понятие русский народ в то время включало всех восточных славян, русские делились на три большие ветви — великорусы, белорусы и малорусы. В соответствии с этим в русском языке выделялись четыре диалектные группы — белорусское наречие, малорусское наречие и два великорусских наречия: северновеликорусское и южновеликорусское. Под таким названием севернорусское наречие упоминается на первой диалектологической карте русского языка 1914 года. Данное название употребительно и в настоящее время наряду с новым названием — северное наречие русского языка или севернорусское наречие. Понятие «великорусский» вышло из употребления в первой половине XX века, так как белорусы и малорусы стали рассматриваться как отдельные народы, а белорусское и малорусское наречия соответственно как отдельные белорусский и украинский языки. За великорусами закрепляется название русские и соответственно название великорусский язык почти полностью вытесняется названием русский язык. В русскую диалектологию вводится новая терминология — северное и южное наречия русского языка, а также среднерусские говоры (вместо северновеликорусское, южновеликорусское и средневеликорусские). Как северное и южное наречия представлены основные диалектные объединения на второй диалектологической карте русского языка 1964 года, в «Русской диалектологии» 1965 года, «Диалектном членении русского языка» 1970 года К. Ф. Захаровой и В. Г. Орловой и других важнейших работах по диалектологии русского языка.

## Принципы определения наречий
Составители диалектологической карты 1914 года выделили на территории распространения говоров русского (великорусского) языка два крупных диалектных объединения — северновеликорусское и южновеликорусское наречия на основании распространения отдельно взятых языковых явлений. Опираясь на уже имеющиеся к тому времени представления о структуре русских диалектов, авторы карты 1914 года провели общую границу между наречиями по изоглоссе смычно-взрывного произношения заднеязычной фонемы /г/ — она стала южной границей северновеликорусского наречия (имеющего в своём составе переходные среднерусские говоры) и северной границей южного наречия (не имеющего в своём составе переходных говоров). В соответствии с этим северновеликорусское наречие включало в свой состав как «чистые северновеликорусские говоры» (сохраняющие оканье хотя бы отчасти), так и «переходные говоры» (полностью утратившие оканье). Таким образом, северновеликорусское наречие было выделено по употреблению /г/ смычно-взрывного образования, а его говоры «в чистом виде» выделены по наличию оканья в любом виде, в дальнейшем к указанным двум языковым чертам были добавлены другие черты, образовавшие характеристику северновеликорусского наречия.
Создателями диалектологической карты 1964 года выделение диалектных объединений русского языка проводилось по материалам, собранным для составления диалектологического атласа русского языка, на основе изучения закономерностей лингвистического ландшафта — после тщательного анализа размещения изоглосс, схождения изоглосс в пучки, а также анализа локализации ареалов на территории распространения русских говоров раннего формирования. Авторы диалектного членения русского языка 1964 года рассмотрели все случаи размещения ареалов, отметив в той или иной области распространения русского языка наличие ареалов, близких друг другу по очертаниям и образующих вследствие этого определённые их сочетания. Сравнительно большое число ареалов языковых явлений в некоторых из таких сочетаний, подразумевающее общность и наибольшую близость входящих в них говоров, было взято за основу для выделения в пределах данных сочетаний ареалов определённого диалекта или группы диалектов.
Изучение закономерностей лингвистического ландшафта русского языка показало, что среди сочетаний ареалов языковых явлений, наиболее значительных по охвату территории распространения русских говоров раннего формирования, должны быть признаны высшими те сочетания, которые делят её на две относительно равноценные по размерам части — северную и южную. Важным представляется то, что данные сочетания ареалов делят территорию языка в целом, заметно выделяясь при этом как по количеству и характеру соответственных явлений, так и по той соотносительности, которая отмечается между языковыми комплексами этих (северного и южного) территориальных подразделений. Под соотносительностью понимается наличие двучленных соответственных явлений, выступающих в одном из своих вариантов, одни — на северной, другие — на южной частях территории. Существенным является то, что такие диалектные черты, варианты которых распространённые на севере и юге, связаны со всеми языковыми уровнями и нередко выражены широкими закономерностями фонетического, морфологического и синтаксического характера, реализующимися в неограниченном количестве слов. Так, например, одно из важнейших для русских диалектов явлений как характер безударного вокализма реализуется в различении гласных в говорах северной локализации (оканье) и в неразличении гласных в говорах южной локализации (аканье).
В пределах рассматриваемых территориальных подразделений были выделены северное и южное наречия. При этом ареалы наречий были локализованы в более северной части северного подразделения и в более южной части южного подразделения, не охватывая сплошь всей территории распространения говоров русского языка. Такое размещение наречий связано с тем, что северное и южное наречия выделяются только на той части территории, на которой ареалы языковых явлений, характерные для данных диалектных объединений, совмещаются полностью. И так как контуры и очертания ареалов совпадают лишь в общих чертах, одни из них могут быть больше по охвату территории, другие — меньше, окраинные части ареалов большего охвата выходят за пределы сочетаний ареалов, в которых локализуются оба наречия, и образуют область, которую нельзя отнести ни к северному, ни к южному наречию — область переходных среднерусских говоров. Этим объясняется тот факт, что ареалы северного и южного наречий не соседствуют непосредственно друг с другом.
На территории распространения русских говоров раннего формирования выделяются и иные сочетания ареалов, относящиеся к членению всей территории русского языка в целом, но они уступают по значению северному и южному наречию, так как их языковые комплексы характеризуются меньшим числом диалектных явлений и практически не имеется соотносительности двух выделяемых величин.

## Классификация
Существует две классификации севернорусских говоров, основанных на методах лингвистической географии, которые отражены на картах диалектного членения русского языка 1914 и 1964 годов.
На диалектологической карте русского языка 1914 года показано распространение севернорусских говоров (по терминологии карты — северновеликорусских говоров) на территории Европейской части России. Как северновеликорусские отмечены на этой карте и переходные средневеликорусские говоры (с северновеликорусской основой и с белорусскими и южновеликорусскими наслоениями). Говоры северновеликорусского ареала были объединены четырьмя вариантами языковых черт, противопоставленными южновеликорусским вариантам. На основе рефлексов ѣ было выделено пять групп говоров северновеликорусского наречия:
- Поморская группа говоров;
- Олонецкая группа говоров;
- Западная группа говоров;
- Восточная группа говоров;
- Владимирско-Поволжская группа говоров.

В изданной в 1964 году работе «Народы Европейской части СССР» приводится группировка северного наречия с некоторыми уточнениями, в частности, уточняются названия групп говоров: Поморская группа говоров, или Архангельская; Западная группа говоров, или Новгородская; Восточная группа говоров, или Вологодско-Кировская.
Диалектологическая карта русского языка 1964 года, составленная К. Ф. Захаровой и В. Г. Орловой показывает только территорию первоначального формирования русских диалектов и русского национального языка. По этой причине (а также и в связи с тем, что территория северной части Архангельской области оказалась вне пределов территории картографирования, выбранной для составления диалектологического атласа русского языка) в состав северного наречия не вошла Поморская группа говоров, но в издании «Русской диалектологии» 2005 года данная группа как Архангельская (Поморская) была выделена на основании новейших исследований и включена в севернорусский ареал. 
В отличие от выделения диалектных объединений на карте 1914 года, проведённых по одной языковой черте, на карте 1964 года наречия были выделены как сочетания ареалов языковых черт, а группы говоров выделены как сочетания ареалов меньших размеров в пределах наречия. Вследствие этого на новой диалектологической карте изменилась граница северного наречия не только в северной и восточной частях (где были разделены говоры раннего и позднего заселения), но и в южной части — границы со среднерусскими говорами: территория распространения среднерусских говоров была расширена за счёт окающих говоров части Западной группы (по карте 1914 года), образующей современные говоры Гдовской группы и новгородские говоры, и за счёт Владимирско-Поволжской группы, для которых характерно наличие некоторых южнорусских диалектных черт и отсутствие или нерегулярное распространение некоторых севернорусских черт. Кроме того была изменена внутренняя дифференциация севернорусских говоров: выделены новые группы говоров, границы старых групп были существенно пересмотрены.
 Объединённые языковыми чертами северо-восточной диалектной зоны, говоры Вологодской и Костромской групп образовали в группировке говоров 1964 года восточный ареал севернорусского наречия, противопоставленный западному ареалу — Ладого-Тихвинской группе говоров, для которой характерны языковые черты западной и северо-западной диалектных зон, неизвестные на востоке. В области пересечения изоглосс как противоположно размещённых диалектных зон, так и групп говоров восточного и западного севернорусских ареалов, выделены переходные межзональные говоры северного наречия, в которых отмечаются говоры, образующие самостоятельную группу говоров (Онежская группа говоров), и разнородные говоры, не образующие групп или подгрупп (лачские говоры, белозерско-бежецкие говоры):
- Западные севернорусские говоры:
  - Ладого-Тихвинская группа говоров.
- Межзональные говоры северного наречия:
  - Онежская группа говоров;
  - Лачские говоры;
  - Белозерско-бежецкие говоры.
- Восточные севернорусские говоры:
  - Вологодская группа говоров;
  - Костромская группа говоров.
- Архангельская (Поморская) группа говоров[~ 5][16][41].

На территории говоров позднего формирования выделяется ряд говоров с севернорусскими чертами: сибирские старожильческие говоры, вятские говоры, пермские говоры и т. д.
Известна также классификация севернорусских говоров, построенная на основе типологических закономерностей (структурно-типологическая классификация).

## Ареал
Южная граница северного наречия проходит приблизительно по верхней Волге и далее по южной границе Новгородской и Псковской областей. Сибирские старожильческие говоры, хотя и происходят генетически от северного наречия, утратили часть его архаических черт под влиянием говоров переселенцев с юга России. Вятские говоры и пермские говоры, размещённые на территории Кировской, Пермской и Свердловской областей считаются самыми архаичными среди всех говоров северного наречия, поскольку эти говоры лучше других сохраняют фонетику и морфологические особенности наречия Новгородской земли XIII—XIV веков.
Группы говоров занимают следующие ареалы:
- Ладого-Тихвинская группа говоров — на территории восточной части Ленинградской области и северной части Новгородской области;
- Вологодская группа говоров — на территории центральной и восточной частей Вологодской области, центральной и южной частей Архангельской области, республики Коми;
- Костромская группа говоров — на территории Костромской и Ярославской областей;
- Архангельская (Поморская) группа говоров — на территории Мурманской, Архангельской области, а также Ненецкого автономного округа;

## История
Образование севернорусского наречия является результатом сложного процесса преобразований и перегруппировок диалектных объединений древнерусского языка, продолжавшихся на протяжении нескольких веков.
Начало формирования диалектных групп русского языка в самом общем виде можно отнести к XII—XIII векам, когда славянское население Восточной Европы становится более устойчивым на отдельных территориях и изоглоссы диалектных явлений славянских племён перекрываются более поздними по времени изоглоссами диалектов древнерусского языка в пределах отдельных «земель» или княжеств.
Процессы образования северной и южной диалектных групп продолжались и в период существования восточнославянских языков как национальных, причём наиболее существенным для становления современного диалектного членения русского языка, вероятнее всего, стал начальный этап национального периода в XVII—XVIII веках.

### Древнерусские диалекты
Севернорусское наречие не является непосредственным потомком какого-либо восточнославянского племенного диалекта, так как ко времени начала интенсивного освоения русского Севера происходило перераспределение распространения диалектных особенностей — племенное диалектное членение сменялось образованием новых диалектов в пределах древнерусских территорий, объединявшихся вокруг крупных политических и экономических центров.
Распространение языковых новообразований в средневековье, когда территориальные связи русских земель были сравнительно слабыми, как правило, ограничивалось пределами княжеств, земель или волостей. В то же время обособление русского населения в пределах той или иной территории было относительным: в русских землях периодически возникали объединительные тенденции, княжества и волости нередко укрупнялись, не прекращались торговые связи, поэтому местные разновидности русского языка появлялись не только в пределах каждой отдельной из существовавших социально-экономических общностей, их формирование охватывало и более широкие территории. Так, диалекты древнерусского языка, сыгравшие важнейшее значение в генезисе северного наречия, рассматриваются как общие для Новгородской и Псковской земель (новгородский диалект в широком смысле) и нескольких княжеств или волостей Ростово-Суздальской земли (ростово-суздальский диалект).
Несмотря на наличие общих языковых черт уже в раннем периоде формирования севернорусского наречия — звонкой взрывной /г/, оканья и других — его ареал в диалектном отношении был неоднороден, в северной и западной частях расселялись носители новгородского диалекта, в восточной — носители ростово-суздальского диалекта, кроме того ряд территорий был слабо освоен — устойчивое славянское население на них ещё было не вполне сформировано.
Для новгородского (объединяющего в широком смысле псковский и собственно новгородский) и ростово-суздальского диалектов были характерны как совпадающие между собой, так и противопоставленные друг другу диалектные черты (к XIII—XIV векам):
| Языковые черты новгородского диалекта                                                                                                | Языковые черты ростово-суздальского диалекта                                                                           |
| --- | --- |
| Сравнительно слабое развитие системы согласных фонем, парных по твёрдости-мягкости (с ещё более слабым развитием в псковском ареале) | Последовательное развитие системы согласных фонем, парных по твёрдости-мягкости                                        |
| Наличие фонем /г/ и /ү/ | Наличие фонемы /г/ |
| Наличие фонем /w/, /w’/ | Наличие фонем /в/, /в’/                                                                                                |
| Цоканье | Различение аффрикат /ц’/ и /ч’/ (по говорам — цоканье)                                                                 |
| Возможность нейтрализации по назальности-неназальности                                                                               | Отсутствие нейтрализации по назальности-неназальности                                                                  |
| Отсутствие фонологизации отношения /е/ — /о/                                                                                         | Фонологизация отношения /е/ — /о/ с противопоставлением нелабиализованиость-лабиализованность                          |
| Семифонемная система вокализма (в псковском — пятифонемная)                                                                          | Переходное состояние системы вокализма от семифонемной к пятифонемной                                                  |
| Противопоставление фонем /с’/—/ш’/, /з’/—/ж’/ (в псковском — наличие фонем /с’’/, /з’’/)                                             | Противопоставление фонем /с’/—/ш’/, /з’/—/ж’/ (по говорам — /ш/, /ж/)                                                  |
| Различение безударных гласных (развитие аканья в псковском с XV века)                                                                | Различение безударных гласных                                                                                          |
| Фонема /л/ в соответствии с праславянскими *tl, *dl в группе слов (в псковском сочетания /кл/, /гл/)                                 | Фонема /л/ в соответствии с праславянскими *tl, *dl в группе слов                                                      |
| Сочетание /ч’н/ в группе слов | Сочетание /ш’н/ в группе слов                                                                                          |
| Второе полногласие, оформления слов типа: верёх, столоб, гороб и т. д.                                                               | Отсутствие слов со вторым полногласием или изолированные слова с таким сочетанием                                      |
| Сохранении флексии /’ejy/ в творительном падеже единственного числа женского рода                                                    | Появление флексии /’оjу/ в творительном падеже единственного числа женского рода                                       |
| Широкое распространение флексии /и/ на месте древней флексии /ê/                                                                     | Сохранение флексии /ê/ наряду с появлением флексии /е/ во время начавшегося процесса перехода /ê/ > /е/                |
| Окончания -ого или -оүо у прилагательных и местоимений мужского и среднего рода в форме родительного падежа единственного числа      | Окончания -ово у прилагательных и местоимений мужского и среднего рода в форме родительного падежа единственного числа |

К числу древних новгородских черт можно также отнести передвижение гласной /а/ в положении между мягкими согласными в передний ряд; обобщение формы именительного падежа множественного числа местоимения 3-го лица — оны́; сохранение форм косвенных падежей местоимения 3-го лица без начального н после предлогов — у /йейо́/, у /йейе́/ и т. д.; ударение, падающее на основу в личных формах глаголов II спряжения: да́ришь, ва́ришь, та́щишь и т. п. (без чередования гласного); более устойчивое употребление форм возвратной частицы, различавшихся по родам и другие черты. К числу древних ростово-суздальских черт можно также отнести регулярное соответствие ударного и безударного гласного /а/ в положении после мягких согласных независимо от качества последующего согласного; наличие формы именительного падежа множественного числа местоимения 3-го лица — оне́; формы косвенных падежей местоимения 3-го лица с начальным н после предлогов — у него́, у не/йо́/ и т. д.; сохранение ударения, падающего на окончание в личных формах глаголов II спряжения: дари́шь, вари́шь, тащи́шь и т. п.; наличие согласуемых постпозитивных частиц и другие черты.

### Обособление северных и южных земель

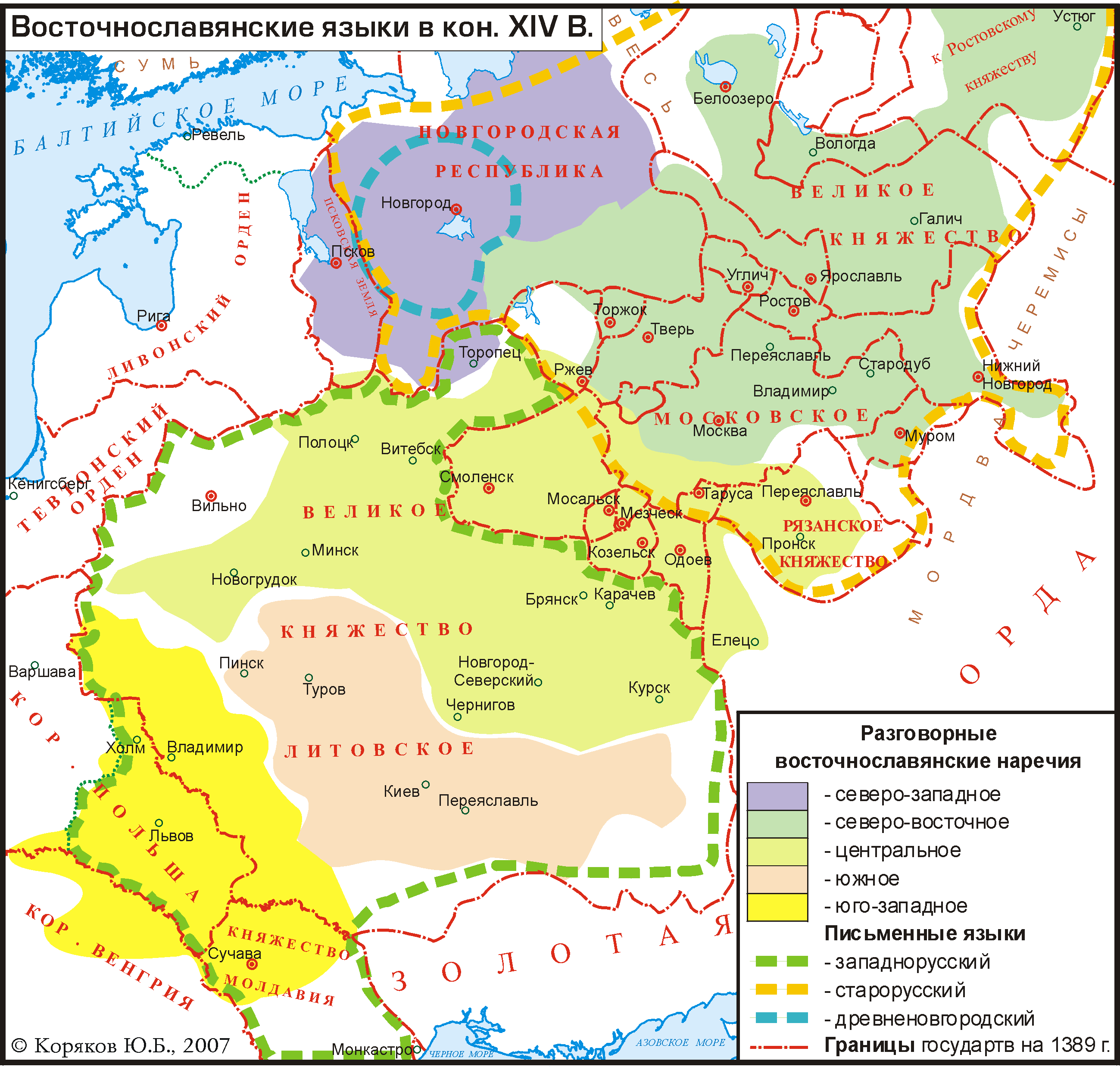
Ареалы новгородского (северо-западного) и ростово-суздальского (северо-восточного) диалектов в конце XIV века

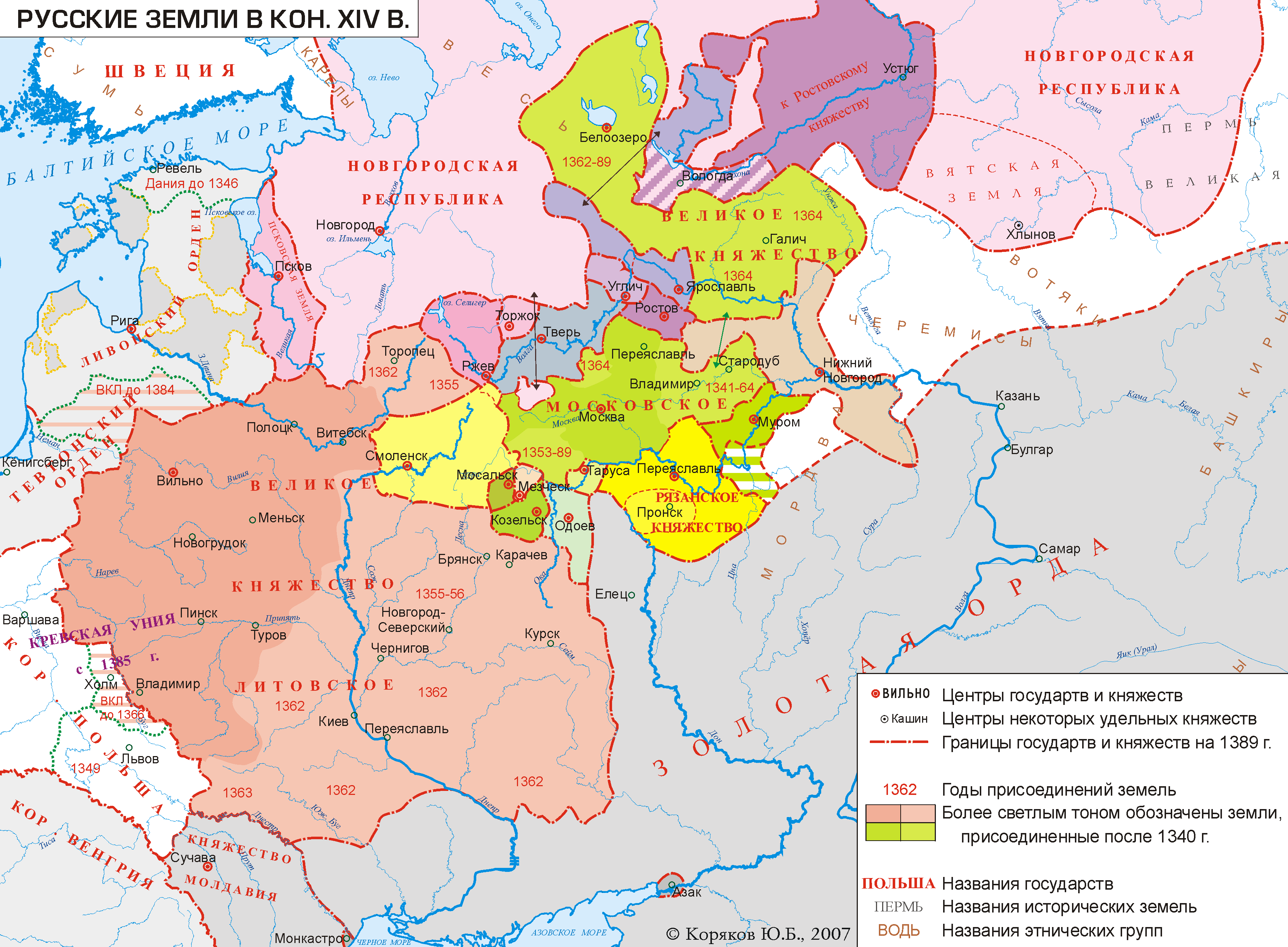
Русские земли в конце XIV века

Обособлению севернорусских земель в языковом отношении способствовало также появление новообразований на южнорусских территориях. Так, в пределах сложившегося к XII веку Черниговского княжества распространилось явление, ставшее одним из наиболее важных признаков, противопоставивших южное наречие северному (а также и всем среднерусским говорам) — изменение /г/ в /ɣ/ или в /h/, характерное также в настоящее время для украинского и белорусского языков. Другим важнейшим новообразованием южнорусского диалектного ареала стало аканье, которое, вероятнее всего, возникло ко времени после падения редуцированных, и объединило белорусские и южнорусские диалекты. На севернорусской территории данные черты сохранились в исконном состоянии — звонкая взрывная /г/ и оканье. К другим южнорусским новообразованиям этого времени можно отнести изменение склонения слова путь по мужскому типу, закрепление ударения на окончании у существительных вор, волк в форме именительного падежа множественного числа и т. д. Таким образом в XII—XIII веках начинает формироваться противопоставление северной и южной диалектных территорий, на основе которых в будущем образовались северное и южное наречия русского языка.

### Междиалектное взаимодействие
Взаимодействие новгородского и ростово-суздальского диалектов на территории будущего севернорусского наречия не носили характер взаимодействия двух сопредельных диалектных областей, так как русский север находился в процессе освоения — столкновения колонизационных потоков и волн новгородцев и ростово-суздальцев, формирования рассеянных по северной территории разнодиалектных групп русского населения, связанных тесным междиалектным общением. При таком типе междиалектного взаимодействия отсутствовало ярко выраженное преобладание одного диалекта над другим, тем более ростово-суздальский диалект ещё не приобрёл к этому времени ведущего значения среди остальных русских диалектов, закрепление новгородской или ростово-суздальской черты в смешанной речи севернорусского населения определялось причинами лингвистического характера (продуктивность диалектных черт, время их появления и происхождение и т. д.). Данный процесс, протекавший наиболее интенсивно в XIII—XIV веках, явился начальным этапом формирования северного наречия русского языка.

### Западный и восточный древнерусские ареалы
Противопоставление в ранний период формирования севернорусского наречия на его территории ареалов новгородского и ростово-суздальского диалектов можно рассматривать в ряде случаев шире как противопоставление западной и восточной частей восточнославянского ареала, так как некоторые новгородские черты были сходны не только с чертами псковских и смоленских
говоров, но и с чертами полоцких говоров, изредка с чертами турово-пинских, и даже киевских или черниговских говоров.
Данные языковые связи прослеживаются и в настоящее время в ряде общих явлений западнорусских говоров (а также и севернорусских говоров, где распространились западнорусские новгородские черты) с явлениями белорусского и украинского языков или их отдельных диалектных объединений.
Данное противопоставление объясняется отсутствием на западе новообразований, распространявшихся от ростово-суздальских, рязанских и восточно-черниговских говоров, и отсутствием на востоке новообразований, шедших с запада восточнославянской территории. Так, например, ростово-суздальская инновация — появление /в/, /в’/, чередующегося с /ф/, /ф’/ в конце слога и слова — длительное время была неизвестной на западе, где в этой же позиции употреблялись губно-губные согласные /ў/, /w/.
Языковое противопоставление запада и востока усилилось при обособлении западнорусских земель в пределах Великого княжества Литовского, с которым у Новгородской земли продолжали сохраняться связи, имевшие длительные традиции (Псков при этом в XIV веке даже находился в зависимости от Литовско-русского государства).
Характерной особенностью распределения инноваций на западе было широкое их распространение с юга на север, инновации же, очагом которых был Новгород, распространялись на юг главным образом только до Смоленской земли, или чаще до её северной территории, основным направлением распространения новгородских новообразований был восток. Также отмечаются более интенсивные и продолжительные по времени языковые связи внутри западных диалектов нежели внутри восточных (ростово-суздальских, рязанских, восточно-черниговских).
Распространение общезападных черт на территории севернорусского наречия носило разнообразный характер:
- Общезападные архаизмы были недостаточно устойчивыми и вытеснялись при взаимодействии носителей разных диалектов соответствующими ростово-суздальскими ранними инновационными вариантами, сохраняясь лишь в виде мелких разрозненных ареалов или в отдельных говорах русского Севера, как, например наличие гласной /е/, не изменившейся в о под ударением перед твёрдыми согласными; употребление сочетаний /ш’ч’/ и /ж’д’ж’/ в соответствии долгим шипящим; сохранение различий между формами именительного и винительного падежей единственного числа существительного «мать» — ма́ти — ма́терь. Несколько устойчивым тем не менее оказалось архаическое чередование /в/ с /w/ в конце слога и слова. Отмирающие в северном наречии архаизмы (сочетания /ш’ч’/ и /ж’д’ж’/, чередование /в/ с /w/ и другие) напротив закрепились в западном восточнославянском ареале — в белорусском и украинском языках[51].
- Также недостаточно устойчивыми были общезападные инновации, которые впрочем сохранялись в говорах, непосредственно восходящих к новогородскому диалекту. К ним относятся чередование /л/ с /w/ в конце слова и слога; наличие долгих согласных в соответствии сочетаниям согласных с /j/; распространение формы давнопрошедшего времени типа был ушёл и т. д. Некоторые общезападные инновации широко распространились в северном наречии, как, например, произношение твёрдых губных в соответствии мягким в конце слова. Непоследовательное распространение общезападных инноваций может объясняться тем, что в ряде случаев эти инновации непоследовательно распространялись на исконной территории новгородского диалекта.

Общей особенностью западных диалектных черт является их отсутствие в юго-восточной части области распространения северного наречия (территория Костромской группы говоров), которая исторически относилась к исконной территории ростово-суздальского диалекта, поэтому западные черты не входят в характеристику севернорусского наречия в целом, но характеризуют ряд севернорусских групп говоров.

### Новгородские и ростово-суздальские черты
В отличие от общезападных архаизмов собственно новгородские архаизмы более многочисленны, но как и общезападные они неизвестны в юго-восточной части области распространения северного наречия — их изоглоссы не образуют пучков, очертания ареалов характеризуются большим разнообразием. К данным архаизмам относятся, в частности, такие синтаксические явления, как распространение безличных предложений с главным членом — страдательным причастием и объектом в форме винительного падежа единственного числа типа всю картошку съедено; употребление формы родительного падежа имени при главном члене, являющемся спрягаемой формой глагола: есть у нас таких песен; сочетание предлога мимо с существительным в форме винительного падежа: проехать мимо лес и т. д. Примером широко распространившегося новгородского архаизма может служить цоканье, которое, вероятно, усваивалось и в среде выходцев из Ростово-Суздальской земли, чего не отмечено в отношении любого из общезападных архаизмов.
Новгородские инновации в отличие от архаизмов получили самое широкое распространение на территории севернорусского наречия и стали важнейшими его признаками. Временем распространения данных диалектных явлений принято считать период наибольшего могущества Новгородской земли, наиболее своеобразного развития новгородского диалекта (имевшего влияние и на другие русские диалекты), и интенсивного расселения новгородцев по русскому Северу — период с XII до середины XV века. К данным новообразованиям относят произношение твёрдого /т/ в окончаниях глаголов 3-го лица (распространившееся и в восточных среднерусских говорах); произношение /мм/ на месте сочетания /бм/; совпадение форм дательного и творительного падежей множественного числа прилагательных и существительных. Новгородские инновации распространились и в костромских говорах (генетически ростово-суздальских), что содействовало их обособлению от других говоров ростово-суздальского диалекта и сближению с формирующимся новым диалектным объединением русского языка — северным наречием.
Одновременно с распространением по русскому Северу новгородских диалектных явлений распространялись и ростово-суздальские черты, вытеснявшие архаизмы общезападного и собственно новгородского происхождения. К числу ростово-суздальских языковых черт относятся изменения е в /о/ перед твёрдыми согласными; распространение долгих шипящих, формировавшихся в результате утраты затвора в сочетаниях /ш’ч’/ и /ж’д’ж’/; распространение чередования губно-зубных согласных /в/ с /ф/ (сохраняющееся в современных говорах северного наречия наряду с чередованием /в/ с /w/); совпадение основ в падежных формах личного местоимения 2-го лица и возвратного местоимения с различением окончаний у тех же местоимений (формы родительного и винительного падежей меня, тебя, себя и формы дательного и предложного падежей мне, тебе, себе); выпадение интервокального /j/ (распространённое в говорах северного наречия с разной степенью завершённости и с разной степенью охвата грамматических категорий); вероятно, с территории Ростово-Суздальской земли в северном наречии распространялось и заударное ёканье. Особенностью многих языковых явлений ростово-суздальского происхождения является их совпадение с явлениями русского литературного языка, их наличие в севернорусском наречии несколько уменьшило его диалектную специфичность.

### Обособление севернорусского наречия
О формировании северного наречия как самостоятельного диалектного объединения, о единстве входящих в его состав говоров свидетельствует прекращение проникновения на его территорию языковых явлений других диалектных центров. Распространяющиеся в пределах центра Новгородской и Ростово-Суздальских земель явления южнорусской локализации не заходят далее в область распространения севернорусского наречия. Всё большее распространение южных диалектных черт в среднерусских говорах, которое не продвигалось на территорию северного наречия, отдаляло северное наречие от генетически связанных с ним западных и восточных среднерусских говоров, и различия эти со временем только накапливались. Значительную роль в обособлении западных среднерусских говоров от северного наречия сыграли начавшиеся намного раньше, чем в говорах других территорий, процессы нивелировки диалектных различий, связанные с завоеванием Новгородской республики Москвой. Всё больше накапливалось расхождений между южной и северной частью территории русского языка, общерусские в прошлом явления становятся присущими одному из наречий архаизмами, а в другом заменяются новообразованиями. Происходит постепенная диалектная перегруппировка древнерусского языка и формирование основного противопоставления в области распространения современного русского языка: северное наречие — южное наречие.
Отношения формирующегося северного наречия с западными и восточными среднерусскими говорами, в основу которых легли центральные новгородские и ростово-суздальские говоры, были различными. Если распространение инноваций из восточносреднерусского ареала прекратилось, то передвижение поздних по времени инноваций из западносреднерусской области продолжалось, но оно охватывало лишь западные севернорусские области и сами инновации нередко видоизменялись в ареале северного наречия. Характерно для границ севернорусского ареала на юге с восточными и западными среднерусскими говорами также то, что в пучке изоглосс, представляющем собой границу с восточными среднерусскими говорами, имеются изоглоссы новгородского происхождения, а в пучке изоглосс границы с западными среднерусскими говорами отсутствуют изоглоссы ростово-суздальских явлений. Граница северного наречия на юго-западе включает поздние по времени изоглоссы собственно севернорусского происхождения XVII—XVIII веков: случаи лабиализации и изменения подъёма предударного гласного /о/; возможность
произношения /и/ в соответствии ě как под ударением, так и в предударном положении; утрата [т], [т’] в конечных сочетаниях [ст], [с’т’] и т. д. Возникновение собственных местных диалектных явлений говорит об общих тенденциях языкового развития и сложения единого в диалектном отношении объединения говоров — севернорусского наречия.
Наряду с тем, что говоры северного наречия объединены большим числом общих для них диалектных черт, в области их распространения отмечаются совмещения ареалов местных диалектных явлений в той или иной части территории севернорусского наречия. Данные ареалы формируют Ладого-Тихвинскую, Вологодскую и Костромскую группы говоров. Они стали образовываться, вероятнее всего, уже на раннем этапе развития севернорусского наречия, их языковые комплексы составили местные новообразования, не получившие широкого распространения в ареале севернорусского наречия, кроме того группы говоров различаются по числу явлений новгородского или ростово-суздальского происхождения, входящих в их состав. О том, что обособление групп говоров не вело к утрате междиалектных связей, говорит наличие широкой полосы межзональных (переходных) говоров между западной частью севернорусского ареала (Ладого-Тихвинской группы говоров) и восточной частью (Вологодской и Костромской группами говоров).
При освоении русского Севера носители новгородских и ростово-суздальских говоров сталкивались с финно-угорскими племенами (весь, меря, чудь заволочская), влияние которых на формирующееся севернорусское наречие могло проявиться в поддержке процесса утраты противопоставления зубных и нёбных согласных, когда исчезало противопоставление не только аффрикат /ц/ и /ч’/, но и фрикативных свистящих и шипящих согласных /с/ и /ш/, /ж/ и /з/. Впрочем, цоканье является древней чертой, очагом его формирования были центральные районы Новгородской земли.
В отличие от фонетики и морфологии значительным было влияние финно-угорских языков и диалектов на лексику, в севернорусских говорах отмечается значительный лексический субстрат, включающий слова, обозначающие названия предметов быта финно-угорских народов, названия северной флоры и фауны, местные топонимы и т. д.

## Лингвистические особенности

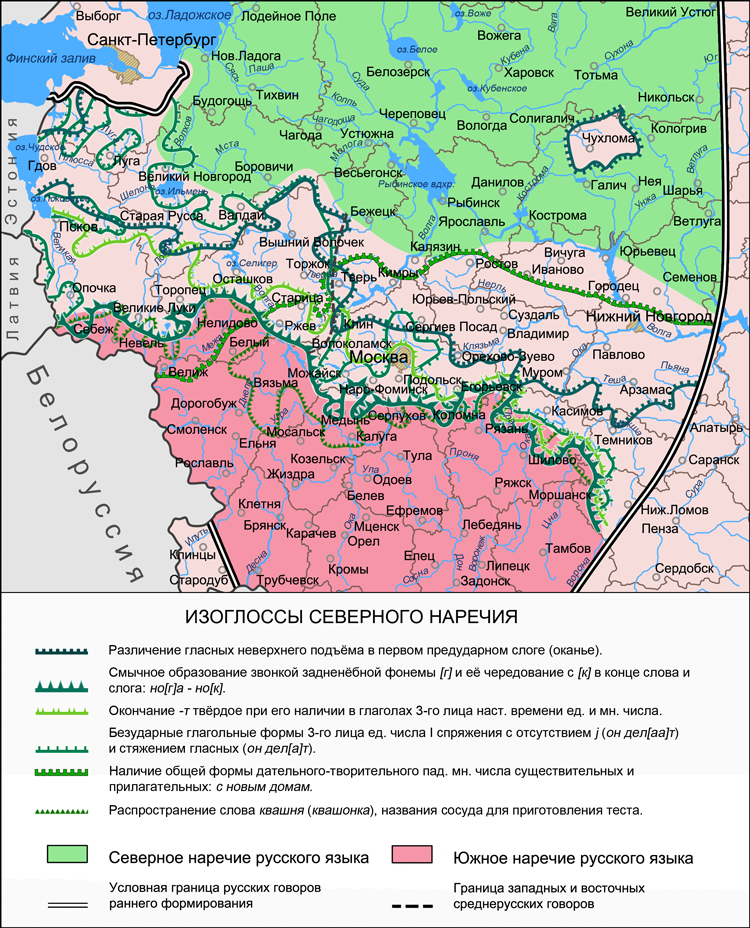
Изоглоссы северного наречия на территории среднерусских говоров
Важнейшие пучки изоглосс показаны каждый при помощи одной, типичной для пучка, изоглоссы

### Характеристика языкового комплекса
Основа языкового комплекса севернорусского наречия представляет черты, территориальное распространение которых отличается наибольшей определённостью и потому даёт основание для выделения данного диалектного объединения. С этой основой при разработке языкового комплекса наречия были связаны черты (присущие севернорусскому наречию с синхронной точки зрения) с меньшей определённостью или с меньшей последовательностью распространения, но в целом укладывающиеся в пределы основного сочетания ареалов, выделяющих северное наречие русского языка.
В состав языкового комплекса севернорусского наречия включены диалектные черты, которые широко распространены в пределах его ареала и неизвестны в южнорусском наречии. При этом не все из диалектных черт выступают исключительно только на территории северного наречия, так как ареалы в сочетании, выделяющем наречие, не совпадают по очертаниям друг с другом, каждый ареал занимает определённую, именно ему присущую, территорию, на которой явление, связанное с этим ареалом распространено последовательно. В связи с этим окраинные части некоторых ареалов могут выходить за пределы сочетания ареалов северного наречия и совмещаться с ареалами южного наречия на промежуточной территории — в переходных среднерусских говорах, в которых сочетаются разнодиалектные по своему происхождению черты. Языковые черты таких ареалов известны главным образом в северной части области распространения среднерусских говоров, иногда исключительно или в западных, или в восточных среднерусских говорах, редко севернорусские черты полностью охватывают среднерусский ареал — к таким чертам относятся в частности смычно-взрывное образование задненёбной звонкой фонемы /г/ и её чередование с /к/ в конце слова и слога и неразличение гласных во втором предударном и заударных слогах после твёрдых согласных).
В характеристику севернорусского наречия включают двучленные диалектные соответственные явления, один из двух вариантов которых распространён в севернорусском, а другой в южнорусском наречии, и многочленные соответственные явления, один из вариантов которых охватывает севернорусское наречие, а остальные характеризуют отдельные диалектные зоны или группы говоров за пределами севернорусского ареала. При этом наибольшее значение имеют двучленные соответственные явления, так как на их основе северное наречие противостоит южному как определённая величина. Двучленные соответственные явления северного наречия могут совпадать с явлениями литературного языка как, например, наличие твёрдого окончания -т у глаголов 3-го лица настоящего времени единственного и множественного числа или наличие окончания -ы у существительных женского рода с окончанием -а и твёрдой основой в форме родительного падежа единственного числа. Диалектные черты северного наречия связаны со всеми уровнями языка: фонетикой, грамматикой, лексикой и реализуются в неограниченном языковом материале (без ограничений грамматического или лексического характера). Ряд диалектных явлений, охватывающих севернорусский ареал, может существовать в виде структурных разновидностей на разных частях территории распространения наречия.
Характеристика севернорусского наречия не является описанием его языкового строя, так как в диалектологическом атласе русского языка, на основе которого данная характеристика построена, картографировались лишь различительные признаки русских диалектов.

### Двучленные диалектные явления
Фонетика
1. Различение гласных неверхнего подъёма после твёрдых согласных[68]:
  - В первом предударном слоге: д[о]ма́, н[о]шу́, тр[а]ва́, с[а]ды́ и т. п.[69][70];
  - Во втором предударном слоге: м[о]локо́, д[а]л’око́ и т. п.;
  - В заударных слогах: в го́р[о]дê, го́р[о]д, на́д[о], о́кн[а], вы́д[а]л и т. п.

Данное явление, известное также в западных и восточных среднерусских окающих говорах, противопоставляется неразличению гласных неверхнего подъёма в тех же позициях в южнорусском наречии, западных и восточных среднерусских акающих говорах, а также в литературном языке: д[а]ма́, тр[а]ва́, м[ъ]локо́, д[ъ]л’око́, в го́р[ъ]дê, го́р[ъ]д или го́р[а]д, на́д[ъ] или на́д[а], вы́д[ъ]л или вы́д[а]л и т. п.
1. Смычное образование звонкой задненёбной фонемы /г/ и её чередование с /к/ в конце слова и слога: но[г]а́ — но[к], бер’о[г]у́с’ — бер’о́[к]с’а и т. п.[71][72][73] Данный тип образования фонемы /г/ распространён также на всей территории среднерусских говоров, он противопоставляется фрикативному образованию фонемы /г/ — /ү/ с чередованием с /х/ в южнорусских говорах: но[ү]а́ — но[х], бер’о[ү]у́с’ — бер’о́[х]с’а и т. п. Севернорусское смычное образование фонемы /г/ является чертой литературного языка.
2. Отсутствие /j/ в интервокальном положении, явления ассимиляции и стяжения в возникающих при этом сочетаниях гласных:
  - В формах глаголов с ударным или безударным сочетанием айе: дêл[аэ]т, дêл[аа]т, дêл[а]т (делает). Реже, чем в глаголах с сочетанием айе, данное явление отмечается в глаголах с сочетаниями ейе, ойе, главным образом в южных частях севернорусского ареала: ум[е́э]т, ум[е́]т (умеет); м[о́э]т, м[о́]т (моет);
  - В формах прилагательных с ударными или безударными сочетаниями айа, уйу, ыйе (с сочетанием ыйе данное явление встречается разрежено на восточной части территории распространения севернорусского наречия): но́в[аа], но́в[а]; молод[а́а], молод[а́]; но́в[уу], но́в[у]; молод[у́у], молод[у́]; молод[ы́], но́в[ы́] и т. п. В говорах южного наречия, как и в литературном языке, в личных формах глаголов и прилагательных явление стяжения отсутствует, интервокальный [j] сохраняется: дêл[аjе]т, зн[а́jе]т; но́в[аjа], молод[а́jа]; но́в[уjу], молод[у́jу]; молод[ы́jе], но́в[ы́jе] и т. п.
3. Ассимиляция согласных по назальности в сочетании [бм]: о[мм]а́н (обман), о[мм]êр’а́л (обмерял), о[мм]ен’а́т’ (обменять) и т. п.[74][75][76] В южном наречии и литературном языке распространено сочетание бм: о[бм]а́н, о[бм]е́р’ал, о[бм]ен’а́т’ и т. п. Наличие сочетания [мм] входит в характеристику западных среднерусских говоров.
4. Утрата [т], [т’] в конечных сочетаниях [ст], [с’т’]: мо[с], хво[с], кре[с], го[с’], ко[с’], обла[с’] и т. п.[77][78] В южном наречии и литературном языке распространено сочетание ст на конце слова: мо[ст], хво[ст], кре[ст], го[с’т’], ко[с’т’], обла[с’т’] и т. п. Произношение [с], [с’] в соответствии [ст], [с’т’] нерегулярно распространено в западных среднерусских говорах.
5. Случаи произношения мягких шипящих [ж’] и [ш’] в соответствии /ж/ и /ш/: [ш’]и́бко, [ж’]ест’, [ш’]а́пка, [ж’]ал’, [ш’]ит’йо, [ж’]и́ли, [ш’]е́стой, [ж’]ена́ и т. п. Произношение данных шипящих позиционно не обусловлено, они встречаются перед разными гласными, перед согласными и на конце слова, чаще всего только в части этих позиций. В южнорусских говорах отмечаются только твёрдые шипящие [ж] и [ш]: [ш]ы́бко, [ж]ест’, [ш]а́пка, [ж]ал’ и т. п.
6. Особенности в произношении отдельных слов: [пш]ени́ца (без вставного гласного); [р]и́га (с мягким [р’]); нут[р]о́ (с твёрдым [р]); ко[в]да́, ко[л]да́ (с согласным [в] или [л] вместо [г]); исключительное распространение слова где (с начальным согласным [г] различного образования). Данные слова соответствуют южнорусским: п[а]шени́ца или п[ъ]шени́ца (с вставным гласным); [р]ы́га (с твёрдым [р]); нут[р’]о́ (с мягким [р’]); ко[ү]да́, кода́ (с согласным [ү] или без согласного); иде́, йде, ийде́, де (где) наряду с үде.

Грамматика
1. Наличие у существительных женского рода с окончанием -а и твёрдой основой в форме родительного падежа единственного числа окончания -ы: у жон[ы́], со стен[ы́], с рабôт[ы] и т. п. Противопоставляется окончанию -е в этих же формах существительных: у жен[е́], со стен[е́], с рабо́т[и] и т. п.
2. Безударное окончание -а у существительных среднего рода с твёрдой основой в форме именительного падежа множественного числа, как и в литературном языке: п’а́тн[а], о́кн[а] и т. п. В говорах южнорусского наречия окончание -ы: п’а́тн[ы], о́кн[ы] и т. п.
3. Склонение существительных с суффиксами -ушк-, -ишк- по типу слов второго склонения:

| Именительный падеж | дếдушко    | мал’чи́шко    |
| Родительный падеж  | у дếдушка  | у мал’чи́шка  |
| Дательный падеж    | к дếдушку  | к мал’чи́шку  |
| Винительный падеж  | дếдушка    | мал’чи́шка    |
| Творительный падеж | с дếдушком | с мал’чи́шком |
| Предложный падеж   | о дếдушке  | о мал’чи́шке  |
Этот тип склонения существительных с суффиксами -ушк-, -ишк- встречается и в некоторых говорах северного ареала Западной группы южного наречия. В остальных говорах южного наречия, в среднерусских говорах и литературном языке существительные с суффиксами -ушк-, -ишк- изменяются по первому склонению: дếдушка, у дếдушки, к дếдушке; мальчи́шка, у мальчи́шки, к мальчи́шке и т. п. Отдельно взятый тип склонения существительных с суффиксом -ишк- значительно распространён за пределами ареала севернорусского наречия.
1. Формы существительных волк, вор, орêх в именительном падеже множественного числа с ударением на основе: во́лки, во́ры, орếхи. В южнорусском наречии ударение в формах этих существительных на окончании: волки́, воры́, орêхи́.
2. Наличие общей формы существительных и прилагательных в дательном и творительном падежах множественного числа (как и в западных среднерусских говорах): за новы́м дома́м, к новы́м дома́м; с пусты́м в’о́драм, к пусты́м в’о́драм. Это явление отсутствует в ряде говоров северного наречия: в районе Каргополя, Коноши, Вельска и у Онежского озера. В говорах Архангельской группы формы дательного и творительного падежей как правило различаются при наличии окончаний -мы и -ма в форме творительного падежа: с новы́мы дома́мы, с новы́ма дома́ма. В южнорусском наречии формы существительных и прилагательных в дательном и творительном падежах множественного числа различаются: за новы́ми дома́ми, к новы́м дома́м; с пусты́ми в’о́драми, к пусты́м в’о́драм.
3. Употребление прилагательного то́лстый с ударением на окончании в отличие от южного наречия, где это прилагательное имеет ударение на последнем слоге: толсто́й.

Лексика
Северное наречие характеризуется распространением общей для всех его говоров лексики, противопоставленной южнорусской: квашня, квашо́нка «посуда для приготовления теста»; ковш, ко́вшик «сосуд, которым черпают воду» (в западной части территории наречия наряду с этим встречаются слова коре́ц, ко́рчик); о́зимь, о́зима «всходы ржи»; ла́ет (о собаке, данное слово известно и в говорах южного наречия, но в сочетании с другими словами); ора́ть «пахать» наряду с паха́ть (слово ора́ть отсутствует на большей части территории межзональных говоров); сковоро́дник «приспособление для вынимания сковороды из печи» (словоформа с данным корнем сковоро́день в этом же значении известна и в южнорусских межзональных говорах типа А); зы́бка «подвешиваемая к потолку колыбель»; бре́зговать с тем же значением, что и в литературном языке; пого́да в значении «плохая погода» (с этим значением слово распространено также в восточных рязанских говорах) и т. д. В говорах южного наречия этим словам в том же значении соответствуют следующие варианты: дежа́, де́жка «посуда для приготовления теста»; коре́ц, ко́рчик «сосуд, которым черпают воду»; зе́лени, зеленя́, зе́ль «всходы ржи»; бре́шет «лает» (о собаке) наряду с ла́ет и га́вкает; паха́ть с тем же значением, что и в литературном языке; ча́пля, ца́пля, ча́пельник, чапле́йка и другие слова с корнем чап (цап); лю́лька «подвешиваемая к потолку колыбель»; гре́бовать «брезговать»; пого́да в значении «хорошая погода» и т. д.

### Многочленные диалектные явления
Фонетика
1. Ёканье — произношение безударного гласного [о] после мягких согласных[81][82]:
  - Возможность произношения [о] наряду с [е] в соответствии с /о/ после мягких согласных перед твёрдыми в первом предударном слоге (при отсутствии [о] в личных формах глаголов типа печь и нести́): [с’о]стра́ и [с’е]стра́, с[в’о]кро́вь и с[в’е]кро́вь, но [н’е]су́, [п’е]ку́, [в’е]ду́ и т. п.[83][84]
  - Возможность произношения [о] в заударном положении перед твёрдыми согласными и в конечном открытом слоге: о́[з’о]ро (озеро), по́[л’о] (поле), вы́[н’о]с (вынес) и т. п. — заударное ёканье[85].

Эта черта, нехарактерная для литературного языка и южнорусского наречия, встречается также в ряде западных и восточных среднерусских окающих говоров.
1. Возможность произношения в ударном и первом предударном слоге гласного [и] перед мягкими согласными наряду с [е] в соответствии фонеме /ê/ перед твёрдыми: в л[и́]сê, б[и́]лен’кой, зв[и]р’йо́, б[и]лêт’ и т. п. Данное явление в говорах северного наречия распространено нерегулярно.
2. Возможность усиленной лабиализации и изменения подъёма предударного гласного /о/ перед различными гласными под ударением независимо от качества соседних согласных: б[ô]л’ша́йа, б[оу]л’ша́йа, д[ô]мо́й, н[оу]ги́, ст[ô]лы́, ст[оу]лы́ и т. п. Усиленное лабиализованное произношение предударного /о/ может объясняться отмечаемыми в говорах северного наречия случаями произношения под ударением гласных ô, у͡о, о͡у. Для севернорусских говоров характерно произношение под ударением гласных ô, у͡о, о͡у, у как в соответствии этимологическому гласному о под восходящим ударением в говорах с семифонемным составом вокализма (в говорах на территории между Тотьмой, Вологдой и Белым озером, в говорах у Онежского озера и др.), так и в соответствии о любого происхождения в говорах с пятифонемным составом вокализма.
3. Произношение твёрдых губных согласных в соответствии мягким на конце слова: го́лу[п], се[м], кро[в] или кро[w] и т. п. Данное явление широко распространено также в западном ареале русских говоров раннего формирования. В восточной части территории распространения северного наречия произношение твёрдых губных согласных менее регулярно.
4. Произношение слова кринка с мягким р’: к[р’]и́нка. Данный тип произношения также характеризует большую часть западных и восточных среднерусских говоров (исключая их крайне южные районы).

Грамматика
1. Наличие существительных ма́тка «мать», до́чка «дочь», которые относятся к продуктивному склонению существительных женского рода на -а. Данное явление распространено в говорах севернорусского наречия рассеянно, наряду с существительными ма́тка, до́чка в значении «мать», «дочь» употребляются и другие слова. Существительные ма́тка, дочка́ входят в характеристику юго-западной диалектной зоны; ма́тка, дочка́ наряду с до́чка — западных среднерусских говоров.
2. Распространение слов — названий ягод, образованных с суффиксом -иц-: земл’ан[и́ц]а, брусн[и́ц]а, черн[и́ц]а и т. п.[86] Данные названия реже распространены в восточном ареале северного наречия, особенно в юго-восточной части ареала. Названия ягод, образованные с суффиксом -иц- наряду с названиями, образованными с суффиксом -ик-: земл’ан[и́к]а, брусн[и́к]а и т. п., распространены в западных среднерусских говорах. Названий ягод, образованные с суффиксом -иг-: земл’ан[и́г]а, брусн[и́г]а и т. п., распространены в восточных среднерусских окающих говорах за исключением говоров Тверской подгруппы.
3. Наличие словоформы крест’йа́н[а] («крестьяне») в именительном падеже множественного числа.
4. Наличие согласуемых постпозитивных частиц -от, -та, -ту, -те или -от, -та, -ту, -ты, -ти: дом-от, жена́-та, жену́-ту, дома́-те и т. п.[87] Употребление согласуемых постпозитивных частиц также входит в характеристику говоров Владимирско-Поволжской группы.

### Северная диалектная зона

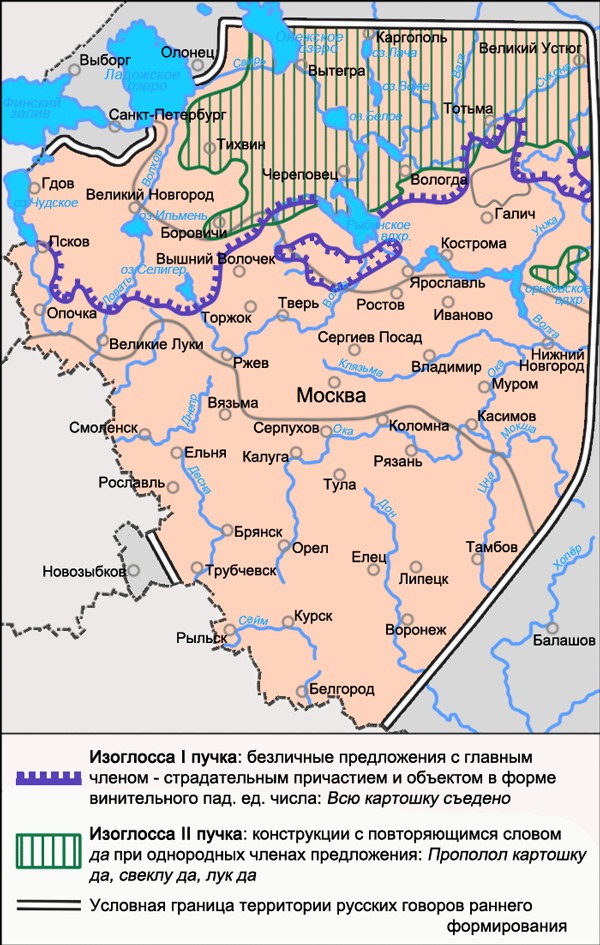
Северная диалектная зона

Значительная часть территории распространения севернорусского наречия охватывается сочетанием ареалов ряда языковых явлений, которое выделяется как особая диалектная величина — северная диалектная зона. Территориальные разновидности северной диалектной зоны выражены двумя пучками изоглосс, в обоих случаях в состав зоны не включается юго-восточная часть севернорусского наречия, преимущественно ареал Костромской группы говоров. Особенностью размещения I пучка изоглосс является то, что его ареал включает кроме севернорусских говоров также бо́льшую часть западных среднерусских говоров.
В состав диалектных явлений, выделяемых I пучком изоглосс, входят:
1. Произношение с мягкими согласными н’ и с’ прилагательных с суффиксами -ск-: же́[н’]ский, ру́[с’]ский и т. п.
2. Склонение существительного сосна с постоянным ударением на основе: со́сны, со́сну, со́сна и т. д.
3. Распространение безличных предложений с главным членом — страдательным причастием и объектом в форме винительного падежа: всю карто́шку съе́дено
4. Распространение слов: баско́й, ба́ский «красивый», баско́ «красиво», баса́ «красота»; паха́ть «подметать пол»; жи́то «ячмень»; ципля́тница, ципляту́ха, ципляти́ха «наседка» и т. д.

В число диалектных явлений, ареалы которых выделяются II пучком изоглосс, входят:
1. Употребление конструкций, состоящих из инфинитива и прямого дополнения при нём в форме именительного падежа единственного числа существительных женского рода с окончанием -а: пошёл ко́сить трава́, копа́ть карто́шка и т. д.
2. Распространение словоформы дерев’о́н в родительном падеже множественного числа.
3. Распространение конструкций с повторяющейся частицей да при однородных членах предложения: прополо́ли карто́шку да, све́клу да, лук да.
4. Употребление формы родительного падежа имени при главном члене, являющемся спрягаемой формой глагола: есть у нас таки́х пе́сен.
5. Распространение слов: пару́ха, пару́нья «наседка», мураши́ «муравьи» и т. д.

### Группы говоров
Помимо общих для всех севернорусских говоров или значительной их части языковых явлений на территории северного наречия также распространены специфические черты, характерные той или иной части наречия, которые входят в характеристики разных групп говоров. К данным чертам относятся такие, как мягкое цоканье (поморские, вологодские, онежские, лачские, белозерские и восточные костромские говоры); произношение [w] в старых сочетаниях редуцированного с плавным и в существительных с утраченным редуцированным перед суффиксом -ък, а также на конце слова на месте /л/ и употребление смычно-проходных боковых согласных [л’] (перед гласными переднего ряда) и [l] (перед гласными непереднего ряда), чередующихся в конце слова и слога с [w] (вологодские и онежские говоры); наличие согласных [г], [ɣ] в окончаниях прилагательных и местоимений в форме родительного падежа единственного числа мужского и среднего рода (поморские говоры) и т. п.
Кроме того западная часть севернорусского ареала характеризуется языковыми чертами северо-западной диалектной зоны, связывающими их с западными среднерусскими говорами: распространение форм дательного и предложного падежа единственного числа с окончанием -и (-ы) у существительных женского рода на -а с твёрдой и мягкой основой: к земл[и́], к жон[ы́], на рук[и́] и т. п.; наличие инфинитивов с суффиксом -т’ типа нес’т’ «нести», вез’т’ «везти», а также инфинитивов ити́т’, итти́т’ «идти»; наличие инфинитивов с суффиксом -ч’: печ’, бере́ч’ и т. п.; наличие перфекта типа «у него уйдёно» и плюсквамперфекта «он был пришёл» и т. д.; языковые черты западной диалектной зоны связывают западные севернорусские говоры со значительной частью русских говоров западной локализации (как среднерусских, так и южнорусских): начальный j в личных местоимениях 3-го лица: [йо]н, [йо]на́, [йо]но́, [йо]ны́ ([йа]ны́, [йе]ны́; формы указательных местоимений с наличием j в основе в словоформах т[а́йа] «та» — т[у́йу] «ту», т[о́йе] «то», т[ы́йи] «те»; наличие перфекта типа «он приехавши» и т. д.
Восточная часть севернорусского ареала характеризуется языковыми чертами северо-восточной диалектной зоны, связывающими их с восточными среднерусскими говорами: наличие глаголов 2-го лица множественного числа с ударением на конечном гласном окончания: сиди[те́], сидит[т’о́] «(вы) сидите»; несе[те́], несе[т’о́] «(вы) несёте» и т. п.; местоимение 3-го лица в форме именительного падежа множественного числа оне́; употребление форм инфинитивов с конечным ударным -и от основ на задненёбный согласный: печи́, стеречи́ или пекчи́, пекти́, стерегчи́, стерегти́ и т. д.

## История изучения
Впервые северный диалект как один из трёх главных диалектов русского языка упоминается в «Российской грамматике» М. В. Ломоносова, а первые попытки его внутреннего членения намечаются в работах В. И. Даля. В энциклопедии Брокгауза и Ефрона, изданной в кон. XIX — нач. XX вв., предлагается деление северновеликорусских говоров на новгородское и суздальское наречия, кроме этого в составе северных окающих говоров выделяются цокающая и нецокающая группы. Как единица лингвогеографического членения русского языка северновеликорусское наречие представлено на диалектологической карте 1915 года, составленной Н. Н. Дурново, Н. Н. Соколовым и Д. Н. Ушаковым. На ней показаны пределы распространения северновеликорусского наречия на территории Европейской части России и, главным образом на основе рефлексов ѣ, выделено несколько групп говоров. При этом границы Поморской группы говоров с Олонецкой и Восточной, а также Восточной с Владимирско-Поволжской от Чебоксар до Урала на карте проведены пунктиром и отмечены авторами как «границы, проведённые гадательно».
На новой диалектологической карте русского языка, впервые опубликованной в работе «Русская диалектология» в 1965 году, границы северного наречия и его внутренняя дифференциация были изменены. По причине того, что не были проведены исследования говоров Севера Архангельской области, говоры Поморской группы не были включены в пределы территории говоров раннего формирования, на которой было выделено северное наречие. Границы среднерусских говоров передвинулись севернее в те области, где взаимопересекались изоглоссы северных и южных диалектных явлений, в результате чего часть территории Западной (Новгородской) группы, а также вся Владимирско-Поволжская группа были включены в состав среднерусских говоров.